# Thunerseebahn
In het jaar 1890 kreeg de Thunerseebahn (TSB) een concessie voor een spoorlijn van Schwarzligen bij Thun via Spiez naar Därligen. Dit traject verbond het eindpunt van de Centralbahn in Thun met het beginpunt van de Bödelibahn naar Interlaken.
Op 1 juni 1893 startte het bedrijf op en pachtte ook de lijn van Därligen naar Interlaken Ost van de Bödelibahn. Op 1 januari 1900 werd de Bödelibahn volledig overgenomen en de treinen konden doorrijden naar Böningen. Onder zijn leiding werd op 25 juli 1901 de Spiez-Frutigen-Bahn geopend, als eerste etappe van de Lötschberg spoorlijn.
Op 1 januari 1913 fuseerde de TSB met de Berner Alpenbahngesellschaft BLS.
Het treinverkeer op het traject Interlaken Ost – Böningen van de voormalige Bödelibahn werd op 31 mei 1969 voor personenverkeer stilgelegd. Het traject dient nu nog als aansluiting van de BLS werkplaats in Bönigen.

## Afbeeldingen

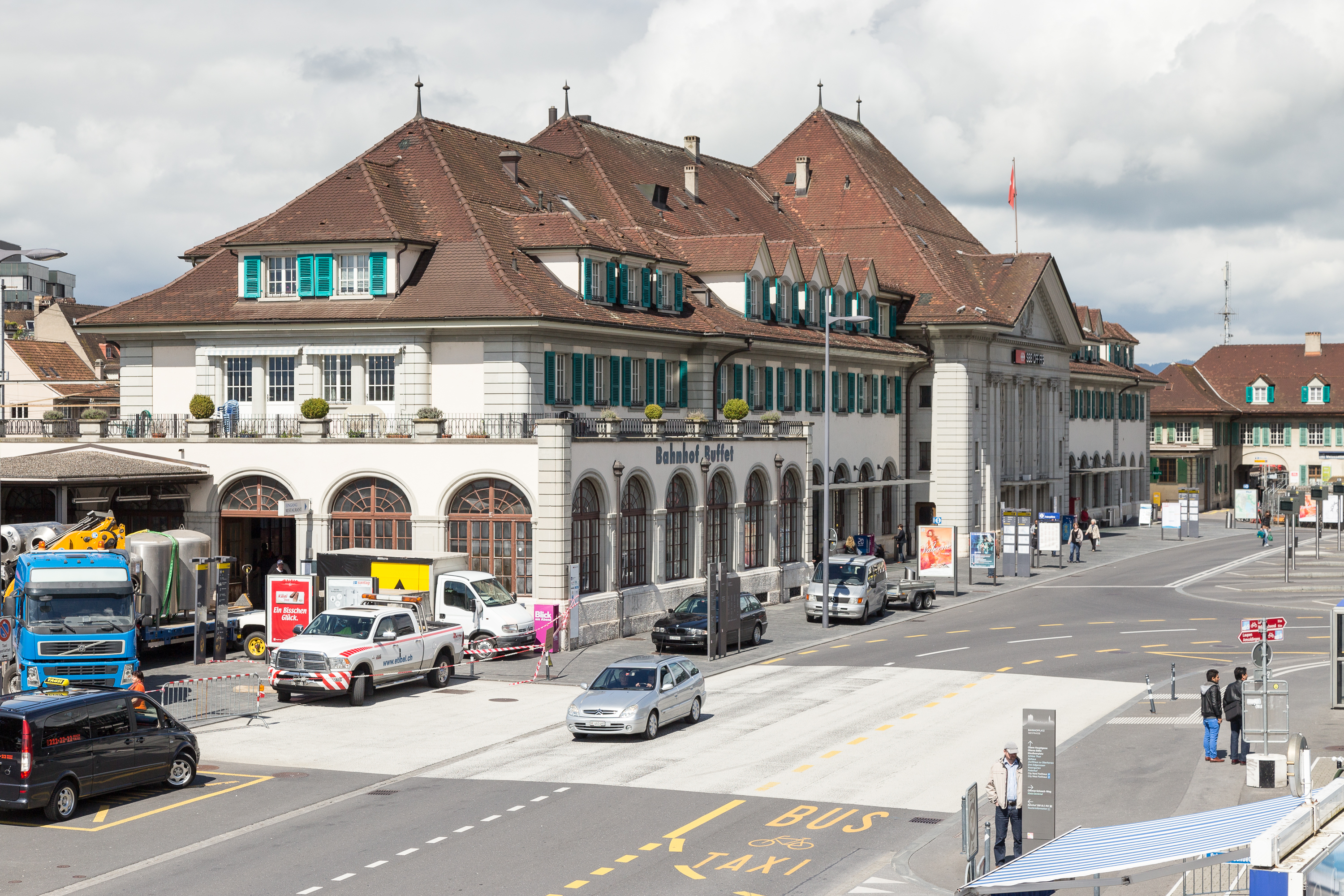
Station Thun
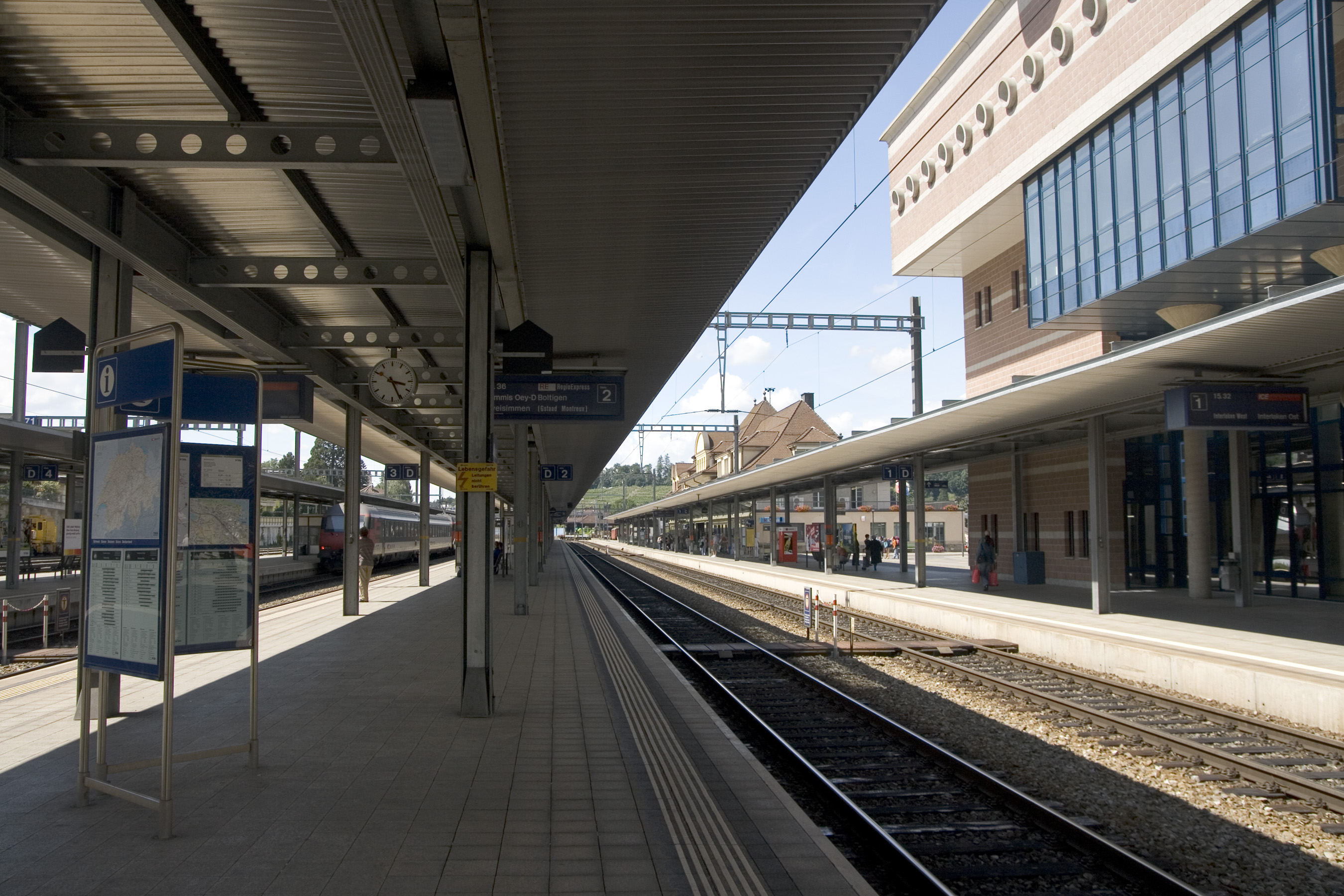
Station Spiez
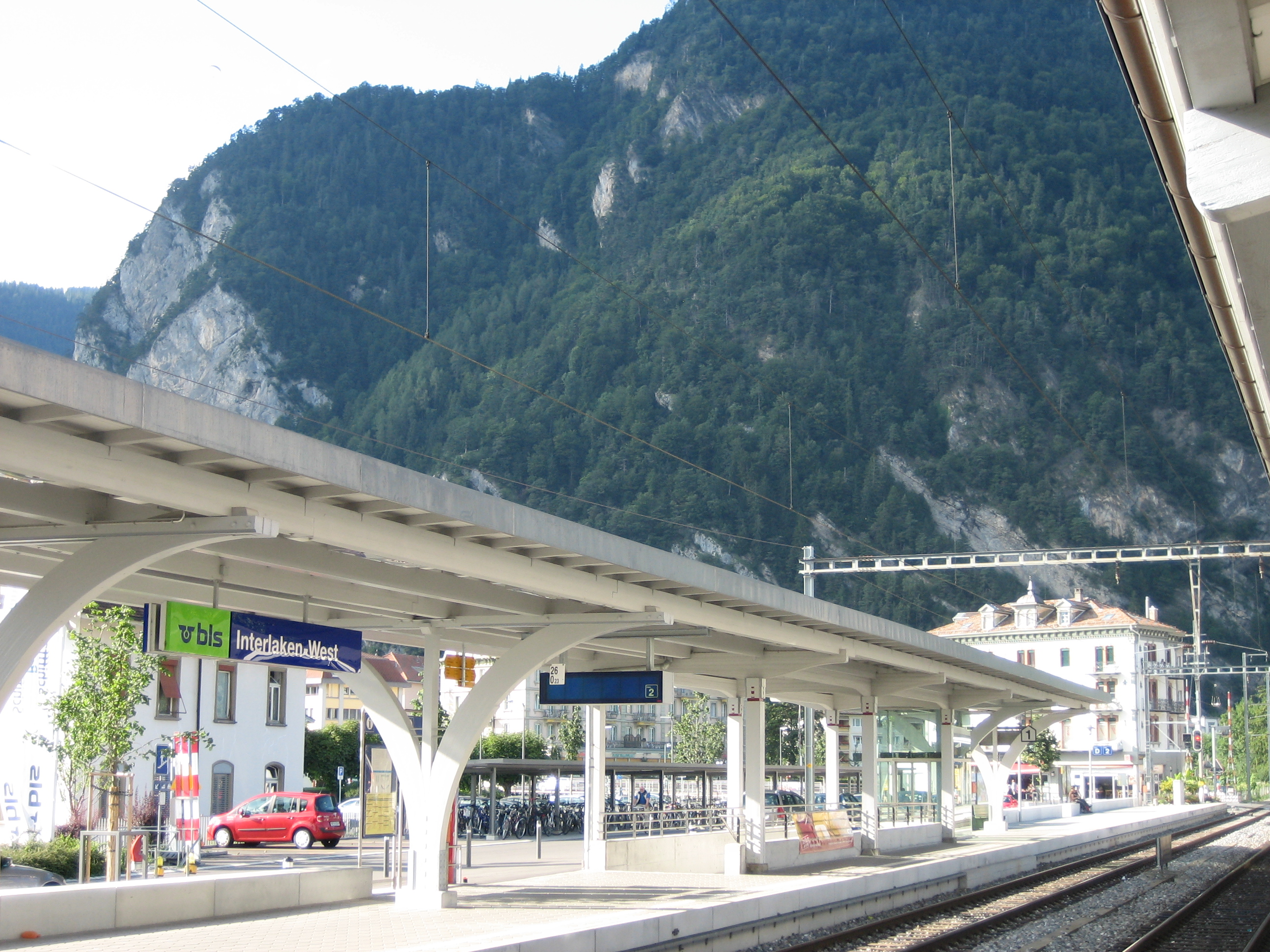
Station Interlaken West
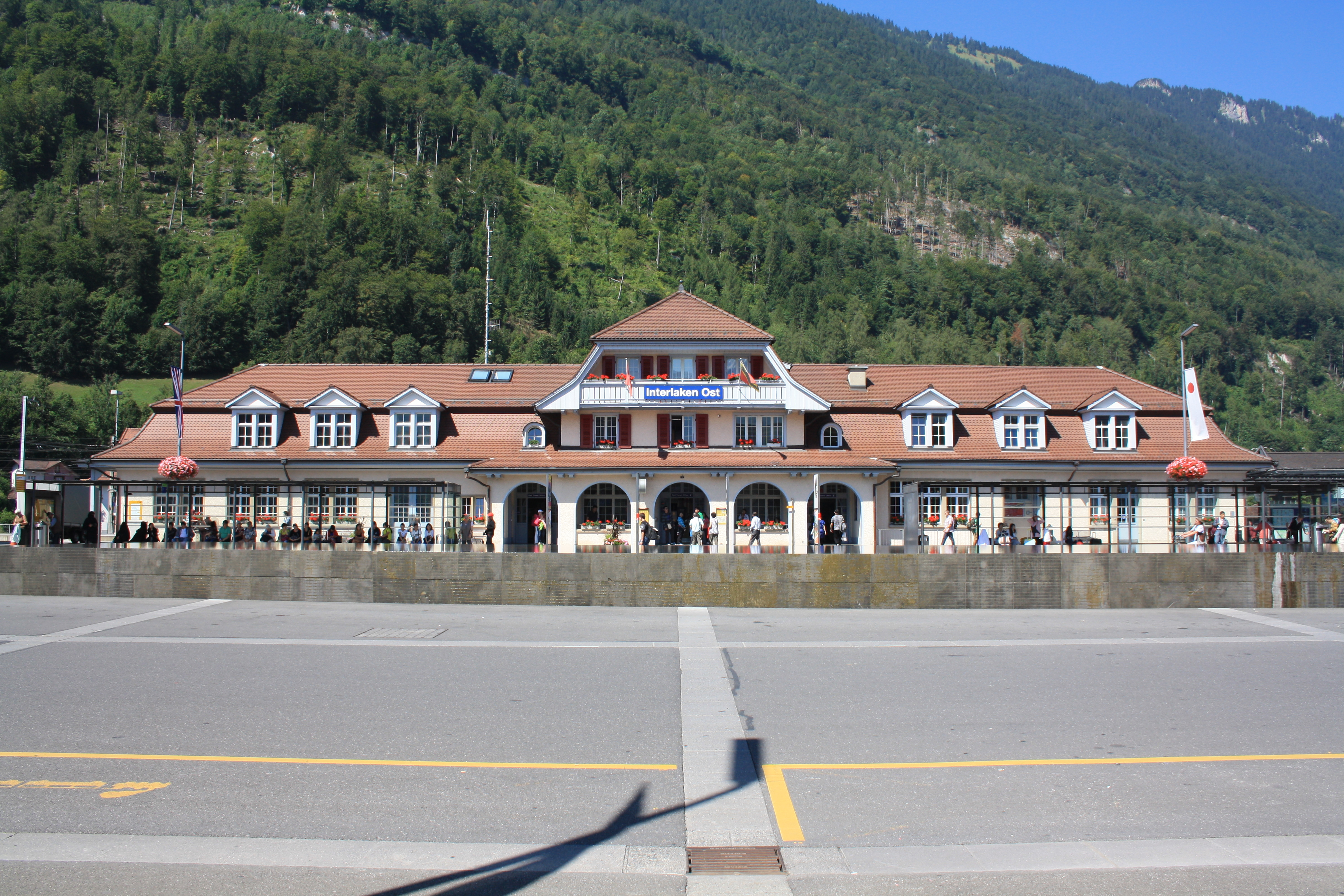
Station Interlaken Ost